# Iwan Kochanowski
Iwan Kochanowski, ukr. Іван Кохановський (ur. 15 grudnia 1867 we Lwowie, zm. 6 grudnia 1931) – ukraiński działacz społeczny, polityk, prawnik, sędzia.
Poseł Sejmu Krajowego Galicji IX i X kadencji, w latach 1918-1919 delegat Ukraińskiej Rady Narodowej. Przez pewien czas pracował jako sędzia powiatowy w Krakowcu.